# Jean-Bernard Zuber
Jean-Bernard Zuber là một nhà vật lý lý thuyết người Pháp.

## Tiểu sử
Zuber theo học tại Trường Bách khoa Paris từ năm 1966 đến năm 1968 và sau đó trở thành nhà nghiên cứu CNRS tại Khoa vật lý lý thuyết Lưu trữ ngày 21 tháng 9 năm 2023 tại Wayback Machine của Trung tâm Nghiên cứu Hạt nhân ở Saclay. Năm 1974, ông nhận bằng tiến sĩ dưới sự hướng dẫn của Jean Zinn-Justin tại Trường Đại học Paris XI ở Orsay. Từ năm 1975 đến năm 2004, ông giữ chức vụ kỹ sư của Ủy ban Năng lượng Nguyên tử và Năng lượng Thay thế Pháp tại Viện Vật lý Lý thuyết Lưu trữ ngày 21 tháng 9 năm 2023 tại Wayback Machine (fr) ở Saclay và đồng thời (từ năm 1995 đến năm 1998) là Giáo sư tại Đại học Paris Diderot. Từ năm 1995 đến năm 2000, ông là chủ tịch bộ phận vật lý lý thuyết của CNRS. Từ năm 2004, ông là giáo sư tại Université Pierre-et-Marie-Curie, (nay là Đại học Sorbonne), là giáo sư danh dự kể từ năm 2014, và từ năm 2005 đến 2013, ông là giám đốc của Fédération de Recherches Interactions Fondamentales (FRIF).

## Giải thưởng
Năm 1989, ông nhận Prix Dostaut-Blutet của Viện Hàn lâm Khoa học Pháp và năm 1991, ông giành được giải thưởng Paul Langevin của Hội Vật lý Pháp. Từ năm 1999, ông là Chevalier des Palmes Academiques.

### Xuất bản phẩm chọn lọc
- với Claude Itzykson: Quantum Field Theory, McGraw Hill 1980, Dover 2005
- Biên tập với Itzykson, Saleur: Conformal invariance and applications to statistical mechanics, World Scientific 1988
- Biên tập với Raymond Stora : Recent Advances in Field Theory and Statistical Mechanics, Les Houches Summer School Volume 39, 1982, North Holland 1984
- Biên tập với Jean-Michel Drouffe: The mathematical beauty of physics-a memorial volume for Claude Itzykson, World Scientific 1997
- Biên tập với Cécile DeWitt-Morette : Quantum field theory: perspective and prospective (Les Houches 1998), Kluwer 1999 ISBN 0-7923-5672-1
- Zuber J.-B., Thèse d'Etat, Université Paris XI, 28 janvier 1974, "Les champs de Yang-Mills et la diffusion des mésons pseudoscalaires"